# District de Xiangshan (Huaibei)
Pour les articles homonymes, voir Xiangshan.
Le district de Xiangshan (相山区 ; pinyin : Xiàngshān Qū) est une subdivision administrative de la province de l'Anhui en Chine. Il est placé sous la juridiction de la ville-préfecture de Huaibei.